# レッド・ホット・チリ・ペッパーズ
レッド・ホット・チリ・ペッパーズ（英語: Red Hot Chili Peppers）は、アメリカ合衆国カリフォルニア州出身のロックバンド。全世界トータルセールスは8000万枚以上を記録している。
3つのグラミー賞を受賞している。(12回ノミネート)主な略称は「RHCP」や「The Chili Peppers」、日本でのみ「レッチリ」など。2012年にロックの殿堂入り。2015年現在、オリジナル・アルバムを10枚、ベスト・アルバムを2枚発表している。ウォール・ストリート・ジャーナルの「史上最も人気のある100のロックバンド」にて13位。
代表曲として、「ギヴ・イット・アウェイ」、「アンダー・ザ・ブリッジ」、「アラウンド・ザ・ワールド」、「スカー・ティッシュ」、「カリフォルニケイション」、「バイ・ザ・ウェイ」、「キャント・ストップ」、「ダニー・カリフォルニア」などがある。

## 略歴
メンバーがそれまでに所属していたバンドには、チェイン・リアクションやアンセムなどがある。
1983年 - アンソニー・キーディスとフリー、ヒレル・スロヴァク、ジャック・アイアンズによりバンド結成。
1984年 - Capitol/EMIと契約し、デビューアルバム『レッド・ホット・チリ・ペッパーズ』をリリース。プロデューサーにギャング・オブ・フォーのアンディ・ギルを迎えて作成されるが、この作品には、ヒレルとジャックは参加していない。
1985年 - ヒレルが復帰して、アルバム『フリーキー・スタイリー』をリリース。プロデューサーに、ジョージ・クリントンを迎えて作成された。
1987年 - アルバム『ジ・アップリフト・モフォ・パーティ・プラン』をリリース。前作で復帰したヒレルに続き、ジャックもバンド復帰して制作された作品で、最初で最後のオリジナルフルメンバーによるアルバムになった。このアルバムから、初めて日本盤が発売される。
1988年 - ヒレルが、ヘロインの摂取過多により死亡。これに伴い、ジャックもバンドから脱退してしまう。
1989年 - 新メンバーに、ジョン・フルシアンテ、チャド・スミスを迎え、アルバム『母乳』をリリース。このアルバムの裏ジャケットの絵画は、ヒレルが生前に描いたものである。初めてのチャートヒット作品となり、この頃から大会場規模でのツアーを行うようになる。
1991年 - Capitol/EMIからWarner Brothers Recordsに移籍し、アルバム『ブラッド・シュガー・セックス・マジック』をリリース。全世界レベルでのブレイク作品となる。現在のプロデューサーであるリック・ルービンを迎えた作品。このアルバムに収録され、シングルカットされた「アンダー・ザ・ブリッジ」で、初の全米1位を獲得。また、同じくシングルカットされた「ギヴ・イット・アウェイ」は、グラミー賞のハードロック部門最優秀シングル賞を受賞している。
1992年 - 世界ツアーでの来日中、ジョンが突如帰国、脱退してしまう。
1995年 - ギタリストにデイヴ・ナヴァロを迎え、アルバム『ワン・ホット・ミニット』をリリース。しかし、デイヴはこの作品のみで脱退してしまう。
1999年 - ジョンが復帰し、アルバム『カリフォルニケイション』をリリース。「スカー・ティッシュ」で、2度目のグラミー賞を受賞。驚異的なセールスを記録し、現在までの最大のヒット作となる。
2002年 - アルバム『バイ・ザ・ウェイ』をリリース。チャドが「very John」と表現したように、ジョン色が全面に押し出されたアルバムとなった。アルバムチャートでは、ついにイギリスで1位を獲得した。
2006年 - アルバム『ステイディアム・アーケイディアム』をリリース。初のアメリカアルバムチャート1位をはじめとして、全世界24ヶ国で1位を獲得。日本のアルバムチャートでも、2枚組の洋楽アルバムとしては、史上初の初登場1位を獲得した。先行シングルとなった「ダニー・カリフォルニア」が、同年に日本で公開された『デスノート』の主題歌として採用。同アルバム収録の「スノー ((ヘイ・オー))」も『デスノート the Last name』の主題歌に採用された。また、このアルバムで3度目のグラミー賞を受賞している。
2006年 - 7月28日に、テレビ朝日系の音楽番組『ミュージックステーション』に出演。日本のテレビ番組で、生出演や演奏はデビュー23年目で初めて。
2007年 - 3月19日の京セラドーム大阪、3月22日・23日の東京ドームの公演は、いずれもアンソニーが「急性肺炎、10日間の絶対安静」との医師の所見のため、3月17日の来日直前になって急遽延期された。
2009年 - ジョンがソロキャリアで自分の志向を突き詰めたいとして脱退。2007年から2年間のレッド・ホット・チリ・ペッパーズの活動休止がきっかけであった。
2011年 - 新ギタリストとしてジョシュ・クリングホッファーが加入し、アルバム『アイム・ウィズ・ユー』を前作から5年ぶりにリリース。リリース間隔として5年のブランクは結成以来最長である。
2012年 - ロックの殿堂入り。
2016年 - プロデューサーとして5thアルバムから『アイム・ウィズ・ユー』まで長年起用してきたルービンの手を離れ、新たにナールズ・バークレイやブロークン・ベルズのデンジャー・マウス（ブライアン・バートン）を迎え制作されたアルバム『ザ・ゲッタウェイ』を、前作から再び5年ぶりにリリース。
2019年 - 12月、ジョシュの脱退とジョンの再々加入が発表される。
2022年 - 2月、プロデューサーに再びルービンを迎えて制作されたアルバム『アンリミテッド・ラヴ』を、4月1日にリリースすることが発表された。前作から6年ぶりのリリースとなる。これに先立ち、新曲「ブラック・サマー」が公開された。ジョンは本作が『ステイディアム・アーケイディアム』以来、16年ぶりの復帰作となった。10月にもアルバム『リターン・オブ・ザ・ドリーム・カンティーン』を発表し、類を見ない短いスパンでのアルバム発表となった。

## 彼らの音楽的な影響
チリ・ペッパーズの面々が少年期に大きく影響を受けたのは、キッスやレッド・ツェッペリン、ジミ・ヘンドリックスなどのハードロックや、セックス・ピストルズやザ・クラッシュ、ギャング・オブ・フォー、ラモーンズ、ザ・ストゥージズなどのパンク・ロックである（ヒレルとジャック、フリーの3人は、高校時代これらのカバーバンドをやっていた）。フリーの腕には、ジミ・ヘンドリックスの刺青が彫られている。
チリ・ペッパーズの音楽性を形作る上で影響を受けた、と彼らが語るのは、ジョージ・クリントン（2ndではプロデューサーを務めた）、ファンカデリック、スライ&ザ・ファミリー・ストーンなどのファンクや、パブリック・エナミーなど当時から台頭しつつあったヒップホップである。
ジョンは、これら以外にキャプテン・ビーフハートやジョン・マッギオーク(スージー・アンド・ザ・バンシーズ)などの前衛アーティストや、 フガジなどのハードコアに影響を受ける一方、メロディ・ラインの美しいポップ・ミュージックも少年期に影響を受けたと語る。ライブの合間には、ビージーズの「愛はきらめきの中に」などのポップ・ミュージックを度々弾き語っていた。
アンソニーは、ブラッドシュガーのDVDなどで、パブリック・エナミーのキャップやTシャツを着用している。
その多くは音源化されていないが、ライブでこれらのアーティストの楽曲をカヴァー、または共演が多い。いくつかのカヴァー曲は2012年に「ロックン・ロール・ホール・オブ・フェイム・カバーズ EP」として音源化されている。

## 評価

### 音楽性
ファンクとパンクとロックを混ぜ合わせたバンドの一つとして有名である。初期は、フィッシュボーンやジェーンズ・アディクションなどと共に、これらのパイオニアとして活躍し、その評価向上に大いに貢献した。3rd『ジ・アップリフト・モフォ・パーティ・プラン』までは、アンダーグラウンドの活動がメインであったが、4th『母乳』で知名度を上げ、5th『ブラッド・シュガー・セックス・マジック』で世界的人気を誇り、バンドと共に一躍ラップロックやファンクロックといったジャンル自体をメインストリームへと急浮上させた。
その後は、度々音楽性を細かく変えながらも、ファンク・パンク色は薄れ、メロディー路線が顕著となり、会心の復帰作7th『カリフォルニケイション』は、『ブラッド・シュガー・セックス・マジック』を凌ぐセールスを記録し、現在までの最大のヒット作となった。
音楽面で初期のバンドをリードしていたのはフリーであり、そもそもバンドの結成理由が、フリーのベースラインとアンソニーのライミングのマッチングが思いのほか良かったから、というものだったことも含め、まさにバンドの核と言える存在だった。中期以降は、ジョンの活躍が目覚ましいが、フリーやチャドらもライブと音源双方において、依然として大きく貢献している。
2002年6月、「Graind House magazine」にてフリーが、「同じことを繰り返して、成長しないというのは絶対にイヤだね。人間として成長すれば、音楽も成長し、そして変化する。オレたちは成長したい、変化したいっていつでも思ってる。それが最も重要なことさ」と語っている。

### 歌詞
これまでの歌詞は、ほとんどヴォーカリストであるアンソニーによるもの。初期から中期にかけての主な題材は、ドラッグや性的倒錯、アルコール、パンク的アナキズム、ファンク的快楽主義などであり、その音楽自体ともよくマッチングしていると言える。キャリアの中期以降は、ヒレルの死などの様々な影響で、詩的で叙情的な歌詞も多く見られるようになった。

## ライブパフォーマンス
彼らの最大の特徴は、ライブでのパフォーマンスにあるとも言える。
初期の頃は、アンコールなどでペニスソックス（Sox on Cox、靴下で局部を隠した以外は全裸）の格好で登場。ある意味、この姿がトレードマークにもなっており、その破天荒な振る舞いが話題を呼んで、彼らは結成後それほど間を置かずに、すぐレコード会社との契約に漕ぎ付けることが出来たが、とあるストリップバーで毛を露出しながら演奏した際は、店長から大目玉を食らったという。
これをはじめとし、ロラパルーザ'92では、アンコール時に火吹きヘルメットを着用して、さらにウッドストック'94では、オープニングで巨大な電球の被り物を付けて登場し、｢ギブ・イット・アウェイ｣を演奏した。また、『カリフォルニケイション』期以降も、メンバーのノリによっては、数多くのライブで前述のペニスソックス姿を披露することもある（最近はめっきり減っている）。さらに、ウッドストック'99では、フリーが終始全裸でベースを弾き通した。パフォーマンス中に暴徒化した一部の観客が放火騒ぎを起こし、アンコールではメラメラ燃える炎を遠方に眺め、｢Fire｣を演奏した。
1997年の第1回フジロックフェスティバルでは、アンソニーが腕を骨折したまま、台風の中でライブを敢行。このライブでは、ステージ破損のため30分でライブを強制終了した。
また、ステージ上で繰り広げられる即興演奏やジャムセッションも、彼らの評価と人気に繋がっている。同じ曲でも毎回ニュアンスを変えており、同じように演奏することはまずない。ジョン在籍時には、ライブ冒頭と終了時に長いジャムセッションが繰り広げられていた。

## 政治姿勢
2016年アメリカ合衆国大統領選挙では、バンドとして民主党のバーニー・サンダースへの支持を表明。これに関連し、2016年2月5日にロサンゼルスのエースホテルのザ・シアターで、サンダースの選挙資金を集めるためのライブを行う事が決定。アンソニーは、次のように語っている。
また、フリーは、次のようにコメントしている。

## メンバー
アンソニー・キーディス（Anthony Kiedis）- ボーカリスト、作詞家
1962年11月1日生まれ（1983年 - ）ミシガン州グランド・ラピッズ出身。175cm。バンド結成時からのメンバーだが、『ジ・アップリフト・モフォ・パーティ・プラン』のレコーディングの頃に一度脱退、その後に復帰した。2006年に、自伝『スカー・ティッシュ』を発表。シーシェパードのスポンサーとしての側面も持つ。
フリー（Flea、本名マイケル・バルザリー (Michael Balzary)）- ベーシスト、バッキング・ボーカリスト
1962年10月16日生まれ（1983年 - ）オーストラリアメルボルン出身。身長168cm。同じく、バンド結成時からのメンバー。ベースの技量は高く、All Music Guideにおいて「one of rock's most talented bassists（史上最も才能豊かなロックベーシストの一人）」と評されている。これまでも様々なミュージシャンと共同活動を行ってきたが、2009年レディオヘッドのトム・ヨークと新バンドを結成。2012年ブラーのデーモン・アルバーン、トニー・アレンとRocket Juice & The Moonを結成。
チャド・スミス（Chad Smith）- ドラマー
1961年10月25日生まれ（1989年 - ）ミネソタ州セント・ポール出身。身長191cm。脱退したジャック・アイアンズの後任ドラマーを決めるオーディションで実力を買われて加入。アルバム、「母乳」での一節より、当初はレザージャケットと頭にバンダナを巻いたロッカースタイルがメンバーの間で気に入られず、スキンヘッドにさせようという話があった模様。ソロ活動も精力的で、ドラム・セミナーなどで来日も果たしている。他のメンバーと同様、チリ・ペッパーズ以外にもサイド・プロジェクトを手掛ける。
ジョン・フルシアンテ (John Frusciante) - ギタリスト、バッキング・ボーカリスト
1970年3月5日生まれ (1989年 - 1992年、1999年 - 2009年、2019年 - )、ニューヨーク出身。元は、バンドの熱狂的なファンの一人だったが、亡くなったヒレルの代役として、当時18歳の若さでバンドに加わる。1992年の日本ツアー中に突如帰国、脱退する。一時は歯を全て失ってしまうほどの薬物依存に陥ったが、後に克服してバンドに復帰。2009年に自分の音楽的志向を突き詰めたいとして友好的に脱退。2019年12月、二度目の復帰が発表された。チリ・ペッパーズとしてだけでなく、ソロ・アルバムも数多く発表しており、2004年には6作ものソロ作品をリリースした。ジョシュ・クリングホッファーらとの別バンドなど、活動は多岐にわたる。

## 元メンバー

### ギタリスト
アンソニーは、「ギタリストの座が安定しないのは、誰もヒレルの穴を埋められないから」とコメントしている。
ジョンを含めて、ギタリストの座は数々のメンバーチェンジを経験した。また、ジョンを含むこの中の多くがストラトキャスターの使い手である。
- ヒレル・スロヴァク (Hillel Slovak) (1983年以前、1985年 - 1988年) - 結成メンバー。ユダヤ系アメリカン。1988年6月、ヘロイン摂取過多により死亡。当初は、他の親友とのバンド（チリ・ペッパーズよりも古い）とのかけもちであり、そちらの契約の際に一時的に脱退、セカンド・アルバムで復帰し、サード・アルバム作成にも参加した。アンソニー、フリーの無二の親友であり、フリーにロックラジオのチャンネルを紹介しベースを1から教え、ロックミュージックに引き込んだ人物。彼のギタープレイは、初期バンドサウンドに彩りを与えた。少年期のジョン・フルシアンテの憧れのギターヒーローの一人であり、ヒレルもジョンと同じく絵画が得意だった（4thアルバム『母乳』のアートワークの裸婦画は、生前にヒレルが描いたもの）。生前に、アンソニーと共作した未発表の曲があることが知られているが、アンソニーは「ヒレルが弾かなければそれは違う曲」と、それを音源にする気はない事を明言している。チリ・ペッパーズのギタリストと言えば、ジョンという印象が強いが、バンド無名時代からのファンのヒレルへの人気は根強いものがある。本国では、いくつかファンブックも発売されており、実弟のジェイムズ・スロヴァクの著書が最も有名。

- ジャック・シャーマン (Jack Sherman) (1983年 - 1985年) - ヒレルが他のレコード会社へ移籍した際に、臨時オーディションで加入、ファースト・アルバム作成に参加した。アンソニー曰く、「テクはあるがオタクなギタリスト」で、弦で指を切ってピックアップを血に染めてまで破天荒なプレイをするようなヒレルに対し、ネックに潤滑スプレーをつけるほどの几帳面なジャックは、アンソニーとフリーの気性には合わず喧嘩が絶えなかった、とアンソニーの自伝で言及されている。脱退後も、『母乳』の「ハイヤー・グラウンド」のコーラスなどで参加しており親交はあったようだが、後にアンソニーを精神的苦痛で訴えた。そのような間柄ではあったが、「初期のバンドを支えてくれた存在であることは間違いない。」として、アンソニーは自伝で敬意を表している。2020年8月、死去したことがバンドのSNS上で発表された。死因は公表されていない。

- デュエイン・“ブラックバード”・マクナイト (DeWayne "Blackbyrd" McKnight) (1988年 - 1989年) - ヒレルが亡くなった後に加入した、黒人ギタリスト。その後すぐ脱退したが、『母乳』以前のいくつかのEPでは、彼がギターを弾いてレコーディングした曲も存在する。元はP-Funk周辺で活躍しており、現在もジョージ・クリントンバンドの一員。

- ザンダー・シュロス (Zander Schloss) (1992年) - 日本でフルシアンテが突如脱退した直後、急遽残っていたオーストラリア公演のために声をかけられるが、フリーに「チリペッパーズ向きのプレイではない」と難色を示され、わずか4日で解雇。現在はベーシスト、映画俳優として活動。

- アリク・マーシャル (Arik Marshall) (1992年 - 1993年) - Lonnie Marshallと共に、兄弟バンド「Marshall Law?」を組んでいたギタリスト。92年のベルギー公演から93年のロサンゼルス公演まで参加。インディーで活動していたアリクにとっていきなりの重労働のスタジアムツアーは、心身共にきついものだったようで、ツアーバス内で強迫的に睡眠をとることで、その難を和らげようと苦心していたという。

- ジェス・トビアス (Jess Tobias) (1993年) - アリク脱退後、加入。1週間のみ在籍。

- デイヴ・ナヴァロ (Dave Navarro) (1993年 - 1999年) - ジェーンズ・アディクションから加入。 チャドとはとても仲が良く、メタルとヘヴィロック志向の重厚なサウンドを得意とする彼のプレイも評価が高かったが、アルバム1枚とツアー参加のみで、音楽性の違いから脱退した。

- ジョシュ・クリングホッファー (Josh Klinghoffer) (2009年 - 2019年) - 2007年のステイディアム・アーケイディアム・ツアーの合間からサポートミュージシャンとして参加。2010年2月、チャドより、2009年12月に脱退したジョンに代わって、新ギタリストとなることが発表された。2019年12月、チリ・ペッパーズの公式Instagramにより、脱退が発表された。チリ・ペッパーズとの親交は1998年からあり、2000年には当時在籍したバンドであるバイシクル・シーフがチリ・ペッパーズの前座を務めた。特にジョンとの関係が深く、2004年にアルバムA Sphere In The Heart Of Silenceを共作し、ジョンのソロアルバムShadows Collide With PeopleとThe Will to Deathにも参加、さらにFugaziのジョー・ラリーと共に3人でAtaxiaというバンドを組みアルバムを2枚出した。

### ドラマー
- ジャック・アイアンズ (Jack Irons) (1983年、1985年 - 1988年) - 結成メンバー。ヒレルと共に、古くから参加していた親友のバンドの契約のため一時的に脱退したが、サードアルバムで復帰。アンソニー、ヒレル、フリーという無法漢が揃うバンドの中で、他メンバーを抑え（フリーいわく「ジャックが最も家庭的にまともだった」）気遣った存在。ヒレルの死後、親友の死とバンドの存続との狭間で苦悩し、結局はチリ・ペッパーズを脱退。後に、精神病院に入院していたところを、元ザ・クラッシュのジョー・ストラマーにソロアルバムのバックバンドとして拾われ、音楽界に復帰した。最終的にはパール・ジャムへ移籍し、チリ・ペッパーズでのキャリアよりも長くバンドに在籍したが、引きずった精神病の悪化で脱退。巡り合わせか、奇遇にもサポート・ドラマーとして働いていた時に、同じくサポートギタリストをしていたデイヴ・ナヴァロと同じ仕事をしていたことがある。後にソロ・アルバムを出し、フリーやエディ・ヴェダーに感謝の言葉を送った。07年、ロサンゼルスにて、この3人でパール・ジャムの曲を演奏した。ちなみに、エディをパール・ジャムのボーカリストに推薦したり、チリ・ペッパーズとの共同ツアーの橋渡し役になったのもアイアンズであり、彼がいなければ間違いなくパール・ジャムは現在の形で存在し得なかった、と言える。

- クリフ・マルティネス (Cliff Martinez) (1983年 - 1989年) - 元キャプテン・ビーフハートのドラマーで、ジャックが他のレコード会社へ移籍した際、オーディションで加入し、ファースト・アルバム作成に参加した。その後、セカンド・アルバム制作にも参加。アンソニー曰く、「ジャケットや帽子のセンスが俺たち以上に尋常じゃなかった」らしく、実際、当時のPVやライブ映像では、様々なバリエーションの巨大な帽子を被って演奏していることが多い。フリーは「凄腕のドラマーでロック精神はピカイチだった。」とファーストアルバムのリマスター時のインタビューで答えている。

- D.H.ペリグロ (D.H. Peligro) (1988年 - 1989年) - 元デッド・ケネディーズのメンバー。2022年10月死去。

## ディスコグラフィ

### スタジオ・アルバム
| 年                                        | タイトル/アルバム詳細                                       | チャート最高位 | チャート最高位 | チャート最高位 | チャート最高位 | チャート最高位 | チャート最高位 | チャート最高位 | チャート最高位 | チャート最高位 | チャート最高位 | 認定 |
| 年                                        | タイトル/アルバム詳細                                       | US             | AUS            | AUT            | CAN            | FRA            | GER            | NLD            | NZ             | SWI            | UK             | 認定 |
| ----------------------------------------- | ----------------------------------------------------------- | -------------- | -------------- | -------------- | -------------- | -------------- | -------------- | -------------- | -------------- | -------------- | -------------- | --- |
| 1984                                      | The Red Hot Chili Peppers - フォーマット: CD, LP, cassette  | 201            | —              | —              | —              | —              | —              | —              | —              | —              | —              | |
| 1985                                      | Freaky Styley - フォーマット: CD, LP, cassette              | —              | —              | —              | —              | —              | —              | —              | —              | —              | —              | - UK: シルバー |
| 1987                                      | The Uplift Mofo Party Plan - フォーマット: CD, LP, cassette | 148            | —              | —              | —              | —              | —              | —              | —              | —              | —              | - US: ゴールド |
| 1989                                      | Mother's Milk - フォーマット: CD, LP, cassette              | 52             | 33             | —              | —              | —              | —              | 69             | 47             | —              | —              | - US: プラチナ - CAN: ゴールド - UK: シルバー |
| 1991                                      | Blood Sugar Sex Magik - 全米売上: 700万枚                   | 3              | 1              | 17             | 1              | 33             | 12             | 2              | 1              | 10             | 25             | - US: 7× プラチナ - AUS: 6× プラチナ - CAN: 4× プラチナ - GER: プラチナ - UK: 3× プラチナ                                                                               |
| 1995                                      | One Hot Minute - 全米売上: 170万枚                          | 4              | 1              | 4              | 6              | 3              | 4              | 5              | 1              | 2              | 2              | - US: 2× プラチナ - CAN: プラチナ - UK: ゴールド |
| 1999                                      | Californication - 全米売上: 534.9万枚                       | 3              | 1              | 2              | 2              | 2              | 2              | 2              | 1              | 3              | 5              | - US: 5× プラチナ - AUS: 8× プラチナ - AUT: 2× プラチナ - CAN: 3× プラチナ - FRA: 2× ゴールド - GER: 3× ゴールド - NZ: 8× プラチナ - SWI: 2× プラチナ - UK: 4× プラチナ |
| 2002                                      | By the Way - 全米売上: 200万枚                              | 2              | 1              | 1              | 1              | 2              | 1              | 1              | 1              | 1              | 1              | - US: 2× プラチナ - AUS: 5× プラチナ - AUT: プラチナ - CAN: 2× プラチナ - FRA: プラチナ - GER: 3× ゴールド - NZ: 2× プラチナ - SWI: 2× プラチナ - UK: 6× プラチナ       |
| 2006                                      | Stadium Arcadium - 全米売上: 400万枚                        | 1              | 1              | 1              | 1              | 1              | 1              | 1              | 1              | 1              | 1              | - US: 4× プラチナ - AUS: 3× プラチナ - AUT: プラチナ - CAN: 4× プラチナ - FRA: プラチナ - GER: 5× ゴールド - NZ: 3× プラチナ - SWI: 2× プラチナ - UK: 2× プラチナ       |
| 2011                                      | I'm with You - 全米売上: 55.4万枚                           | 2              | 2              | 2              | 2              | 2              | 1              | 1              | 1              | 1              | 1              | - US: ゴールド - AUS: プラチナ - CAN: プラチナ - FRA: プラチナ - GER: プラチナ - NZ: ゴールド - SWI: プラチナ - UK: ゴールド                                            |
| 2016                                      | The Getaway - 全米売上:                                     | 2              | 1              | 1              | 2              | 3              | 2              | 1              | 1              | 1              | 2              | - US: ゴールド - AUS: ゴールド - CAN: ゴールド - FRA: ゴールド - GER: ゴールド - NZ: ゴールド - SWI: ゴールド - UK: ゴールド                                            |
| 2022                                      | Unlimited Love - 全米売上:                                  | 1              | 1              | 1              | 1              | 1              | 1              | 1              | 1              | 1              | 1              | - US: - AUS: - CAN: - FRA:ゴールド - GER: - NZ: - SWI: - UK: |
| 2022                                      | Return of the Dream Canteen - 全米売上:                     | 3              | 2              | 1              | 3              | 1              | 1              | 1              | 1              | 1              | 2              | - US: - AUS: - CAN: - FRA: - GER: - NZ: - SWI: - UK: |
| "—"は未発売またはチャート圏外を意味する。 |                                                             |                |                |                |                |                |                |                |                |                |                | |

### ライブ・アルバム
- 『ライヴ・イン・ハイド・パーク』 - Live in Hyde Park (2004年)

### コンピレーション・アルバム
- 『レッド・ホット・チリ・ペッパーズ・スーパー・ベスト!!（ホワット・ヒッツ!?）』 - What Hits!? (1992年)
- 『アウト・イン・LA』 - Out In L.A. (1994年)
- 『グレイテスト・ヒッツ』 - Greatest Hits (2003年)

### EPs
- 『アビイ・ロード・E.P.』 - The Abbey Road E.P. (1988年)

### シングル
- トゥルー・メン・ドント・キル・コヨーテ - True Men Don't Kill Coyotes (1984年)
- ゲット・アップ・アンド・ジャンプ - Get Up and Jump (1984年)
- ジャングル・マン - Jungle Man (1985年)
- アメリカン・ゴースト・ダンス - American Ghost Dance (1985年)
- ハリウッド - Hollywood (Africa) (1985年)
- ファイト・ライク・ア・ブレイヴ - Fight Like a Brave (1987年)
- ミー・アンド・マイ・フレンズ - Me and My Friends (1987年)
- ノック・ミー・ダウン - Knock Me Down (1989年)
- ハイヤー・グラウンド - Higher Ground (1989年)
- ショウ・ミー・ユア・ソウル - Show Me Your Soul (1989年)
- ギヴ・イット・アウェイ - Give It Away (1991年)
- アンダー・ザ・ブリッジ - Under the Bridge (1991年)
- サック・マイ・キッス - Suck My Kiss (1992年)
- ブレーキング・ザ・ガール - Breaking the Girl (1992年)
- イフ・ユー・ハフ・トゥ・アスク - If You Have to Ask (1993年)
- ビハインド・ザ・サン - Behind the Sun (1993年)
- ソウル・トゥ・スクイーズ - Soul to Squeeze (1993年)
- ワープト - Warped (1995年)
- マイ・フレンズ - My Friends (1995年)
- エアロプレイン - Aeroplane (1996年)
- コーヒー・ショップ - Coffee Shop (1996年)
- 教祖たちのゲーム - Shallow Be Thy Game (1996年)
- ラヴ・ローラーコースター Love Rollercoaster (1996年)
- スカー・ティッシュ - Scar Tissue (1999年)
- アラウンド・ザ・ワールド - Around the World (1999年)
- アザーサイド - Otherside [1999年)
- カリフォルニケイション - Californication (2000年)
- ロード・トリッピン - Road Trippin' (2000年)
- バイ・ザ・ウェイ - By the Way (2002年)
- ザ・ゼファー・ソング - The Zephyr Song (2002年)
- キャント・ストップ - Can't Stop (2003年)
- ユニヴァーサリー・スピーキング - Universally Speaking (2003年)
- フォーチュン・フェイデッド - Fortune Faded (2003年)
- ダニー・カリフォルニア - Dani California (2006年)
- テル・ミー・ベイベー - Tell Me Baby (2006年)
- スノー (ヘイ・オー) - Snow ((Hey Oh)) (2006年)
- デセクレイション・スマイル - Desecration Smile (2007年)
- ハンプ・デ・バンプ - Hump De Bump (2007年)
- レイン・ダンス・マギーの冒険 - The Adventures of Rain Dance Maggie (2011年)
- モナーキー・オブ・ローゼズ - Monarchy of Roses (2011年) - バンド自身初のCM曲「日産・エルグランド」
- ルック・アラウンド - Look Around (2011年)
- ブレンダンズ・デス・ソング - Brendan's Death Song (2012年)
- ダーク・ネセシティーズ - Dark Necessities (2016年)
- ゴー・ロボット - Go Robot (2016年)
- シック・ラヴ - Sick Love (2016年)
- グッドバイ・エンジェルス - Goodbye Angels (2017年)
- ブラック・サマー - Black Summer (2022年)
- ジーズ・アー・ザ・ウェイズ - These Are the Ways (2022年)
- ティッパ・マイ・タング - Tippa My Tongue (2022年)
- ザ・ドラマー - The Drummer (2022年)

### ビデオ
- Psychedelic Sexfunk Live from Heaven (1990年) - ライブ盤
- Positive Mental Octopus (1990年)
- Funky Monks (1991年) - ブラッド・シュガー・セックス・マジックのメイキング盤
- What Hits!? (1992年)
- Off the Map (2001年) - ライブ盤
- By the Way (2002年) - ビデオ・シングル
- Greatest Hits and Videos (2003年)
- Live at Slane Castle (2003年) - ライブ盤
- Stadium Parisian (2009年) - ライブ盤

## 来日公演

### 単独公演
- Mother's Milk Tour（1990年）
  - 1月24日  名古屋 名古屋クラブクアトロ
  - 1月25日 大阪 大阪ミューズホール
  - 1月26日・27日 川崎 クラブチッタ川崎
- Blood Sugar Sex Magik Tour（1992年）
  - 5月01日 横浜 横浜文化体育館
  - 5月03日・4日 大阪 大阪MODAホール
  - 5月06日 名古屋 ダイアモンドホール
  - 5月07日 大宮 大宮ソニックシティ
  - 5月08日 京都 京都長岡京記念会館
  - 5月10日 東京 渋谷公会堂
    - 来日中にジョンが脱退
- Californication Tour（2000年）
  - 1月08日・9日・11日 東京 日本武道館
  - 1月13日 横浜 パシフィコ横浜 国立大ホール
  - 1月14日 大阪 大阪城ホール
- By the Way Tour（2002年）
  - 11月02日・3日 千葉 幕張メッセ
  - 11月05日・6日 大阪 大阪城ホール
  - 11月10日 埼玉 さいたまスーパーアリーナ
  - 11月12日 福岡 マリンメッセ福岡
  - 11月13日 名古屋 レインボーホール
- Stadium Arcadium Tour（2007年）
  - 6月5日・6日 東京 東京ドーム
  - 6月8日 大阪 京セラドーム大阪
- Global Stadium Tour 2022-23 Tour（2023年）
  - 2月19日 東京 東京ドーム
  - 2月21日 大阪 大阪城ホール
- Unlimited Love Tour 2024（2024年）
  - 5月18日・20日 東京 東京ドーム

### フェス
- FUJI ROCK FESTIVAL '97（1997年）
  - 7月26日 甲府 富士天神山スキーリゾート
- FUJI ROCK FESTIVAL '02（2002年）
  - 7月28日 湯沢 苗場スキー場
- THE ROCK ODYSSEY 2004（2004年）
  - 7月24日 大阪 大阪ドーム
  - 7月25日 横浜 横浜国際総合競技場
- FUJI ROCK FESTIVAL '06（2006年）
  - 7月29日 湯沢 苗場スキー場
- SUMMER SONIC 2011（2011年）
  - 8月13日 大阪 舞洲 OCEAN STAGE
  - 8月14日 千葉 QVCマリンフィールド
- FUJI ROCK FESTIVAL '16（2016年）
  - 7月24日 湯沢 苗場スキー場
- SUMMER SONIC 2019（2019年）
  - 8月16日 大阪 SONIC PARK
  - 8月17日 千葉 ZOZOマリンスタジアム